# Sheila Cherfilus-McCormick
Sheila Cherfilus-McCormick (New York, 25 gennaio 1979) è una politica statunitense, membro della Camera dei Rappresentanti per lo stato della Florida dal 2022.

## Biografia
Nativa di Brooklyn e cresciuta nel Queens in una famiglia di immigrati haitiani, Sheila Cherfilus si trasferì in Florida per frequentare il liceo. Studiò poi presso la Howard University e si laureò in legge alla St. Thomas University. Dopo il college ottenne un impiego come project manager per la New York City Transit Authority, per poi ricoprire per otto anni il ruolo di vicepresidente della Trinity Health Care Services, una società di servizi sanitari fondata dal suo patrigno, di cui in seguito rivestì anche il ruolo di amministratore delegato. Madre di due figli, nel 2017 sposò l'avvocato Corlie McCormick.
Entrata in politica con il Partito Democratico, nel 2018 si candidò alla Camera dei rappresentanti ma venne sconfitta nelle primarie dal deputato in carica Alcee Hastings. Nel 2020 si presentò nuovamente alle elezioni contro Hastings, venendo sconfitta anche in questa seconda occasione. Quando l'anno seguente Hastings morì in carica, Sheila Cherfilus-McCormick si candidò alle elezioni speciali indette per assegnare il seggio ad un nuovo deputato. La sua campagna elettorale fu incentrata su una piattaforma di proposte progressiste e le primarie risultarono particolarmente combattute: dopo un riconteggio dei voti, Sheila Cherfilus-McCormick venne dichiarata vincitrice con un margine di soli cinque voti sul secondo classificato Dale Holness. Nelle elezioni generali del mese di gennaio 2022, sconfisse agevolmente l'avversario repubblicano con il 79% dei voti.
Fu la seconda persona di origini haitiane eletta al Congresso, preceduta solo da Mia Love.